# 絕代艷后 (1938年電影)
《絕代艷后》（法語：Marie Antoinette）是一套1938年由美高梅出品的電影，由W·S·范戴克導演，娜瑪·絲拉飾演玛丽·安托瓦内特，此片基於斯蒂芬·茨威格1932年的傳記《斷頭王后：瑪麗王后的最後歲月》改編。當這部電影在洛杉磯的凱西圓形劇場首映時，整個劇場都作了與影片相關的特別裝飾。

## 劇情概要
電影講述了法國王后瑪麗·安東妮的生平故事，從15歲的她被母親瑪利亞·泰瑞莎告知她即將嫁給法國王太子，到最終走上斷頭臺的一生。

## 主要角色
- 娜瑪·絲拉 飾 玛丽·安托瓦内特
- 泰倫·鮑華 飾 汉斯·阿克塞尔·冯·费尔森
- 尊·巴里摩 飾 路易十五
- 罗伯特·莫利（英语：Robert Morley） 飾 路易十六
- 约瑟夫·希尔德克劳特 飾 奧爾良公爵
- 阿妮塔·路易丝（英语：Anita Louise） 飾 朗巴勒親王妃
- 露丝·赫西（英语：Ruth Hussey） 飾 波利內
- 格拉迪丝·乔治（英语：Gladys George） 飾 杜巴利伯爵夫人

## 片花截圖

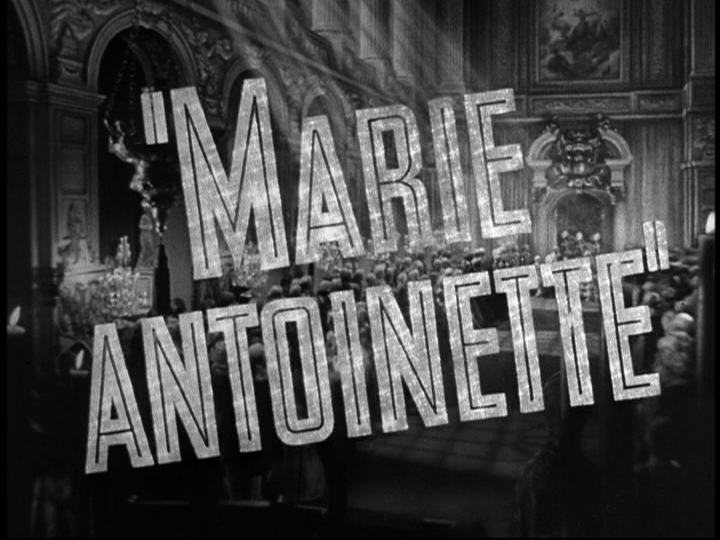
《絕代艷后》
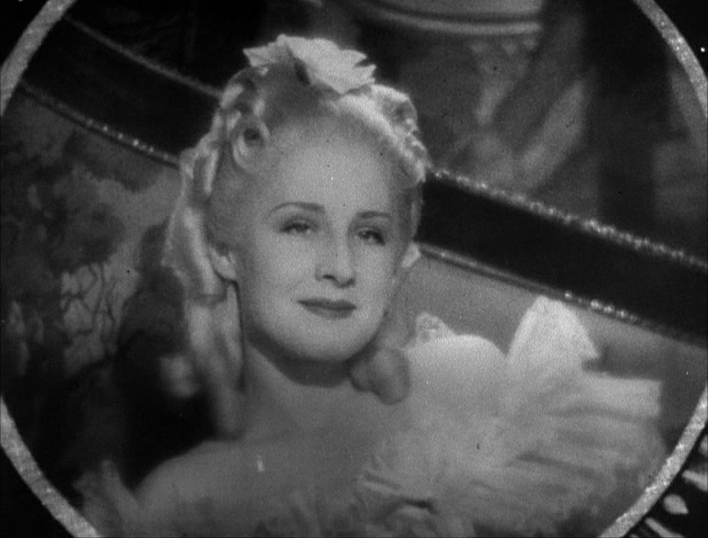
娜瑪·絲拉
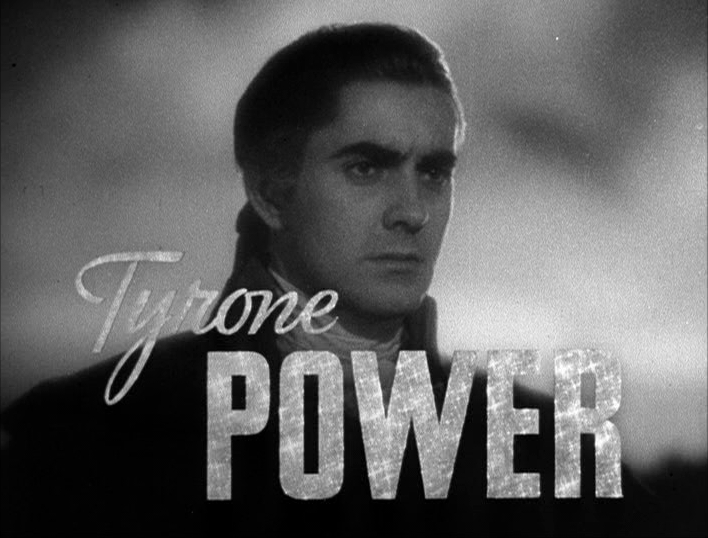
泰倫·鮑華
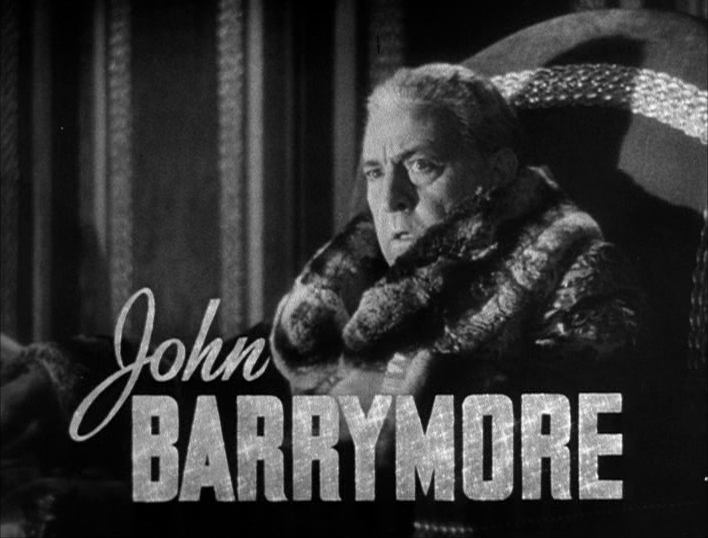
約翰·巴里摩
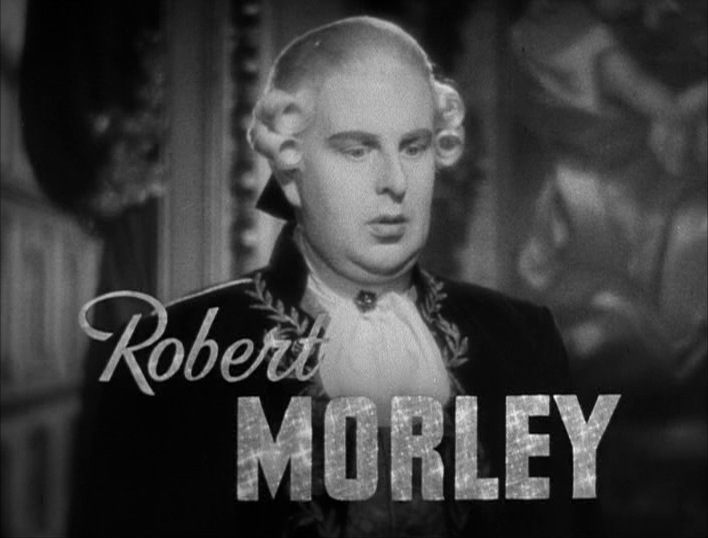
罗伯特·莫利（英语：Robert Morley）
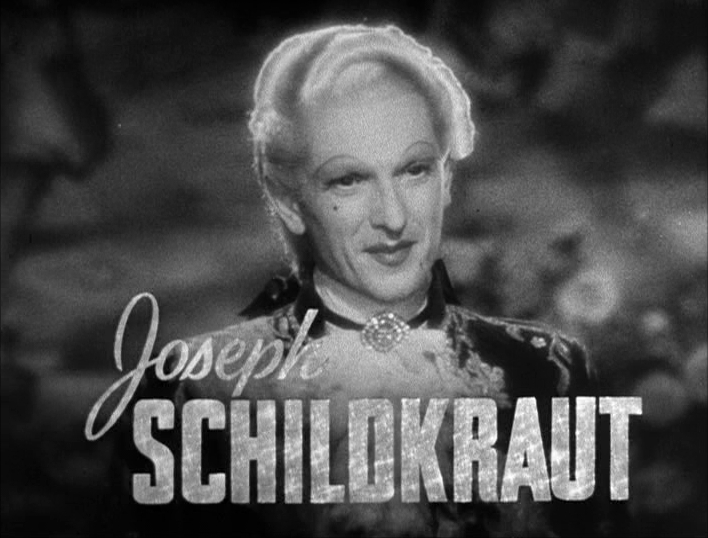
约瑟夫·希尔德克劳特
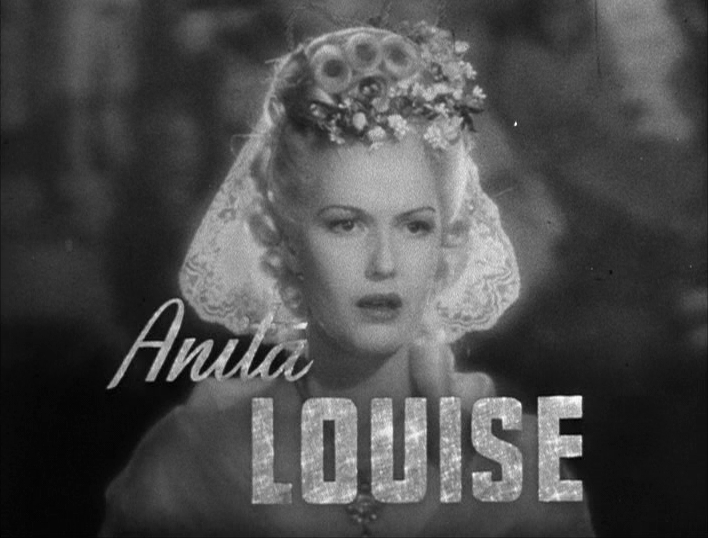
阿妮塔·路易丝（英语：Anita Louise）
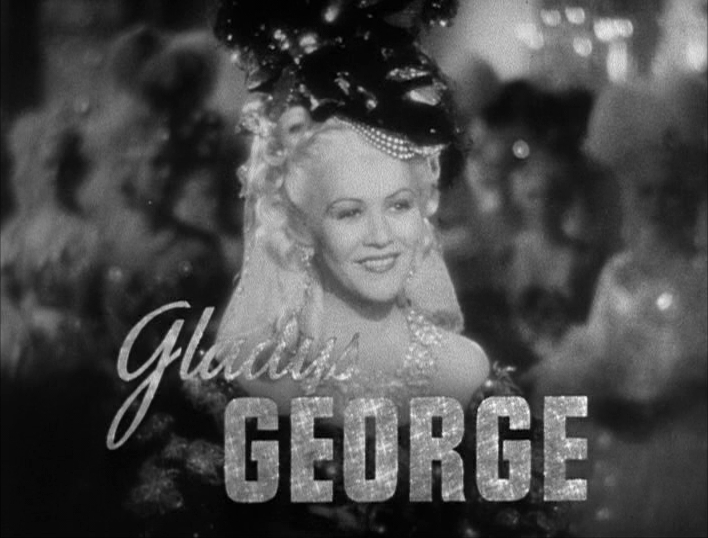
格拉迪丝·乔治（英语：Gladys George）

## 外部連結
- 互联网电影数据库（IMDb）上《絕代艷后》的资料（英文）
- TCM电影资料库上《絕代艷后》的资料（英文）
- AllMovie上《絕代艷后》的资料（英文）
- 爛番茄上《絕代艷后》的資料（英文）
- 美國影藝協會目錄上《絕代艷后 （页面存档备份，存于）》的資料 （英文）
- 香港外語電影資料網上《絕代艷后 （页面存档备份，存于）》的資料 （繁體中文）